# Décathlon aux championnats du monde d'athlétisme 1987
Navigation
Helsinki 1983 Tokyo 1991
Le concours du décathlon des championnats du monde d'athlétisme 1987 s'est déroulé les 3 et 4 septembre 1987 dans le Stade olympique de Rome, en Italie. Il est remporté par l'Est-allemand Torsten Voss.
Tout comme en 1983, Daley Thompson, tenant du titre, relève de blessure. Malgré une victoire sur la première épreuve, le 100 m, il rétrogradera progressivement au classement pour finir à la 9e place, ce qui met fin à une période d'invincibilité commencée en 1980. C'est l'Allemand de l'Est Torsten Voss qui prend la tête dès la deuxième épreuve, en réalisant le meilleur saut en longueur des participants, pour ne plus la lâcher. À la fin de la première journée, il mène devant Christian Plaziat et Thompson. Jürgen Hingsen, grand rival de Thompson durant les années 1980, lui aussi blessé, ne franchit aucune barre au saut en hauteur et abandonne.
Lors de la deuxième journée, Siegfried Wentz réalise le meilleur temps au 110 m haies et passe deuxième à l'issue du lancer de disque. Le Soviétique Pavel Tarnavetskiy passe troisième à l'issue de l'avant-dernière épreuve, le lancer du javelot. Le podium reste inchangé après le 1 500 m.

## Médaillés
| Or           | Argent          | Bronze             |
| Torsten Voss | Siegfried Wentz | Pavel Tarnavetskiy |

## Résultats
| Rang               | Athlète            | Pays                      | Total       | 100 m   | Long.  | Poids   | Haut.  | 400 m   | 110 m h. | Disque  | Perche | Jav.    | 1 500 m       |
| ------------------ | ------------------ | ------------------------- | ----------- | ------- | ------ | ------- | ------ | ------- | -------- | ------- | ------ | ------- | ------------- |
| Médaille d'or      | Torsten Voss       | Allemagne de l'Est        | 8 680 WL,PB | 10 s 69 | 7,88 m | 14,98 m | 2,10 m | 47 s 96 | 14 s 13  | 43,96 m | 5,10 m | 58,02 m | 4 min 25 s 93 |
| Médaille d'argent  | Siegfried Wentz    | Allemagne de l'Ouest      | 8 461       | 10 s 78 | 7,42 m | 15,57 m | 1,98 m | 48 s 48 | 14 s 06  | 47,36 m | 4,70 m | 65,28 m | 4 min 33 s 70 |
| Médaille de bronze | Pavel Tarnavetskiy | Union soviétique          | 8 375 PB    | 11 s 01 | 7,43 m | 15,32 m | 2,07 m | 49 s 22 | 14 s 86  | 47,66 m | 4,90 m | 58,60 m | 4 min 23 s 96 |
| 4                  | Christian Plaziat  | France                    | 8 307       | 10 s 80 | 7,76 m | 14,70 m | 2,10 m | 49 s 63 | 14 s 64  | 44,92 m | 4,80 m | 53,08 m | 4 min 27 s 72 |
| 5                  | Christian Schenk   | Allemagne de l'Est        | 8 304 SB    | 11 s 42 | 7,63 m | 15,30 m | 2,25 m | 51 s 34 | 15 s 03  | 47,26 m | 4,50 m | 61,42 m | 4 min 23 s 55 |
| 6                  | Simon Poelman      | Nouvelle-Zélande          | 8 296       | 10 s 83 | 7,46 m | 15,57 m | 2,04 m | 50 s 07 | 14 s 45  | 44,28 m | 4,80 m | 58,90 m | 4 min 28 s 08 |
| 7                  | Alain Blondel      | France                    | 8 178       | 11 s 15 | 7,47 m | 13,68 m | 1,98 m | 47 s 91 | 14 s 46  | 42,28 m | 4,90 m | 55,68 m | 4 min 16 s 31 |
| 8                  | Aleksandr Nevskiy  | Union soviétique          | 8 174       | 11 s 13 | 7,45 m | 15,33 m | 2,04 m | 50 s 01 | 15 s 01  | 46,42 m | 4,70 m | 60,56 m | 4 min 29 s 69 |
| 9                  | Daley Thompson     | Royaume-Uni               | 8 124 SB    | 10 s 67 | 7,52 m | 15,09 m | 2,01 m | 48 s 61 | 14 s 87  | 45,18 m | 4,80 m | 54,14 m | 4 min 48 s 78 |
| 10                 | William Motti      | France                    | 8 062       | 11 s 27 | 7,21 m | 14,98 m | 2,19 m | 50 s 88 | 14 s 94  | 47,36 m | 4,50 m | 58,38 m | 4 min 35 s 83 |
| 11                 | Beat Gähwiler      | Suisse                    | 8 034 SB    | 11 s 29 | 7,20 m | 14,59 m | 1,92 m | 49 s 54 | 14 s 83  | 43,24 m | 4,80 m | 63,28 m | 4 min 20 s 87 |
| 12                 | Gary Kinder        | États-Unis                | 8 030       | 11 s 03 | 7,31 m | 16,23 m | 1,95 m | 52 s 22 | 15 s 01  | 46,94 m | 4,80 m | 66,10 m | 4 min 50 s 52 |
| 13                 | Rob Muzzio         | États-Unis                | 8 017       | 11 s 25 | 7,22 m | 16,64 m | 1,98 m | 50 s 69 | 14 s 97  | 45,90 m | 4,70 m | 59,14 m | 4 min 36 s 33 |
| 14                 | Michael Neugebauer | Allemagne de l'Ouest      | 7 733       | 11 s 02 | 7,36 m | 12,94 m | 2,07 m | 51 s 85 | 14 s 43  | 39,70 m | 4,40 m | 56,28 m | 4 min 33 s 32 |
| 15                 | Mikael Olander     | Suède                     | 7 696       | 11 s 40 | 6,72 m | 14,94 m | 1,95 m | 51 s 36 | 16 s 32  | 46,76 m | 4,60 m | 70,94 m | 4 min 39 s 63 |
| 16                 | Veroslav Valenta   | Tchécoslovaquie           | 7 574       | 11 s 36 | 7,16 m | 14,68 m | 1,95 m | 52 s 38 | 15 s 44  | 46,72 m | 4,50 m | 57,56 m | 4 min 45 s 83 |
| 17                 | Lars Warming       | Danemark                  | 7 537       | 11 s 12 | 7,25 m | 12,85 m | 1,95 m | 50 s 42 | 14 s 67  | 40,94 m | 4,60 m | 44,36 m | 4 min 29 s 53 |
| 18                 | Paul Hewlett       | Îles Vierges britanniques | 6 474       | 11 s 25 | 6,43 m | 11,59 m | 1,83 m | 52 s 14 | 15 s 96  | 32,88 m | 3,80 m | 45,46 m | 4 min 38 s 40 |
| —                  | Tim Bright         | États-Unis                | DNF         | 11 s 23 | 7,26 m | 14,10 m | 1,95 m | 51 s 68 | 14 s 42  | 39,38 m | 5,40 m | DNS     | —             |
| —                  | Dave Steen         | Canada                    | DNF         | 11 s 17 | 7,47 m | 12,84 m | 1,95 m | 49 s 59 | 15 s 73  | 40,18 m | 5,00 m | DNS     | —             |
| —                  | Lee Fu-An          | Taipei chinois            | DNF         | 11 s 00 | 7,39 m | 13,42 m | 2,04 m | 51 s 06 | DNS      | —       | —      | —       | —             |
| —                  | Valter Külvet      | Union soviétique          | DNF         | 11 s 19 | 7,10 m | 14,74 m | 1,92 m | 49 s 58 | DNS      | —       | —      | —       | —             |
| —                  | Pedro da Silva     | Brésil                    | DNF         | 10 s 86 | 7,20 m | 13,85 m | 2,01 m | 57 s 45 | DNS      | —       | —      | —       | —             |
| —                  | Petri Keskitalo    | Finlande                  | DNF         | 10 s 79 | 7,49 m | 14,49 m | 1,89 m | DNS     | —        | —       | —      | —       | —             |
| —                  | Marco Rossi        | Italie                    | DNF         | 10 s 94 | 6,88 m | 14,24 m | 1,95 m | DNS     | —        | —       | —      | —       | —             |
| —                  | Jürgen Hingsen     | Allemagne de l'Ouest      | DNF         | 11 s 26 | 7,67 m | 15,33 m | NH     | DNS     | —        | —       | —      | —       | —             |
| —                  | Michael Smith      | Canada                    | DNF         | 11 s 14 | 6,78 m | DNS     | —      | —       | —        | —       | —      | —       | —             |
| —                  | Robert de Wit      | Pays-Bas                  | DNF         | 11 s 26 | 6,60 m | DNS     | —      | —       | —        | —       | —      | —       | —             |

## Légende
Records et Performances
- AR : Record continental (area record)
- CR : Record des championnats (championship record)
- MR : Record du meeting (meet record)
- NR : Record national (national record)
- OR : Record olympique (olympic record)
- PR : Record paralympique (paralympic record)
- PB : Record personnel (personal best)
- SB : Meilleure performance personnelle de la saison (season's best)
- WL : Meilleure performance mondiale de l'année (world leader)
- WJR : Record du monde junior (world junior record)
- WR : Record du monde (world record)

Circonstances et Conditions
- DNF : N'a pas terminé (did not finish)
- DNS : N'a pas pris le départ (did not start)
- DQ : Disqualification (disqualification)
- NM : Aucun essai valable enregistré (No Mark)
- Q : Qualifié « directement » au prochain tour (ou à la prochaine compétition), lors d'une compétition majeure, grâce au classement ou à la réalisation des minima (automatic qualifier)
- q : Qualifié au prochain tour (ou à la prochaine compétition), lors d'une compétition majeure, grâce au repêchage ou à la réalisation de l'une des meilleures performances parmi celles des « non qualifiés directement » (grâce au meilleur temps ou à la meilleure distance par exemple) (secondary qualifier)